# Leonardus Temminck
Leonardus Temminck, ook Leonard, (Den Haag, gedoopt 7 september 1753  - Amsterdam, 4 april 1813) was een Nederlandse kunstschilder.

## Leven en werk
Temminck werd geboren als zoon van Anthony Temminck en Gerarda Alida van der Linden. Temmick kreeg schilderles van Benjamin Samuel Bolomey. Hij werd vooral bekend als schilder van (miniatuur)portretten. In Den Haag speelde hij een bestuurlijke en leidinggevend rol in de schilderswereld. Hij was hoofdman van Confrerie Pictura en directeur van de Haagsche Teekenacademie. Diverse door hem geschilderde miniaturen maken deel uit van de collectie van het Rijksmuseum Amsterdam. Het door hem geschilderde miniatuur van prins Willem V behoort tot de collectie van de Stichting Historische Verzamelingen van het Huis Oranje-Nassau in Den Haag.
Temminck trouwde op 3 augustus 1777 te Den Haag met Dorothea Frederica Asmans. Hij overleed in 1813 op 59-jarige leeftijd in Amsterdam. Zijn zoon Hendrik Christiaan en zijn kleindochter Henriëtta Christina werden eveneens kunstschilder. Zijn dochter Anthonia Justina Temminck werd toneelspeelster en trouwde met de toneelschrijver en acteur Bernard Anthoine Fallée.

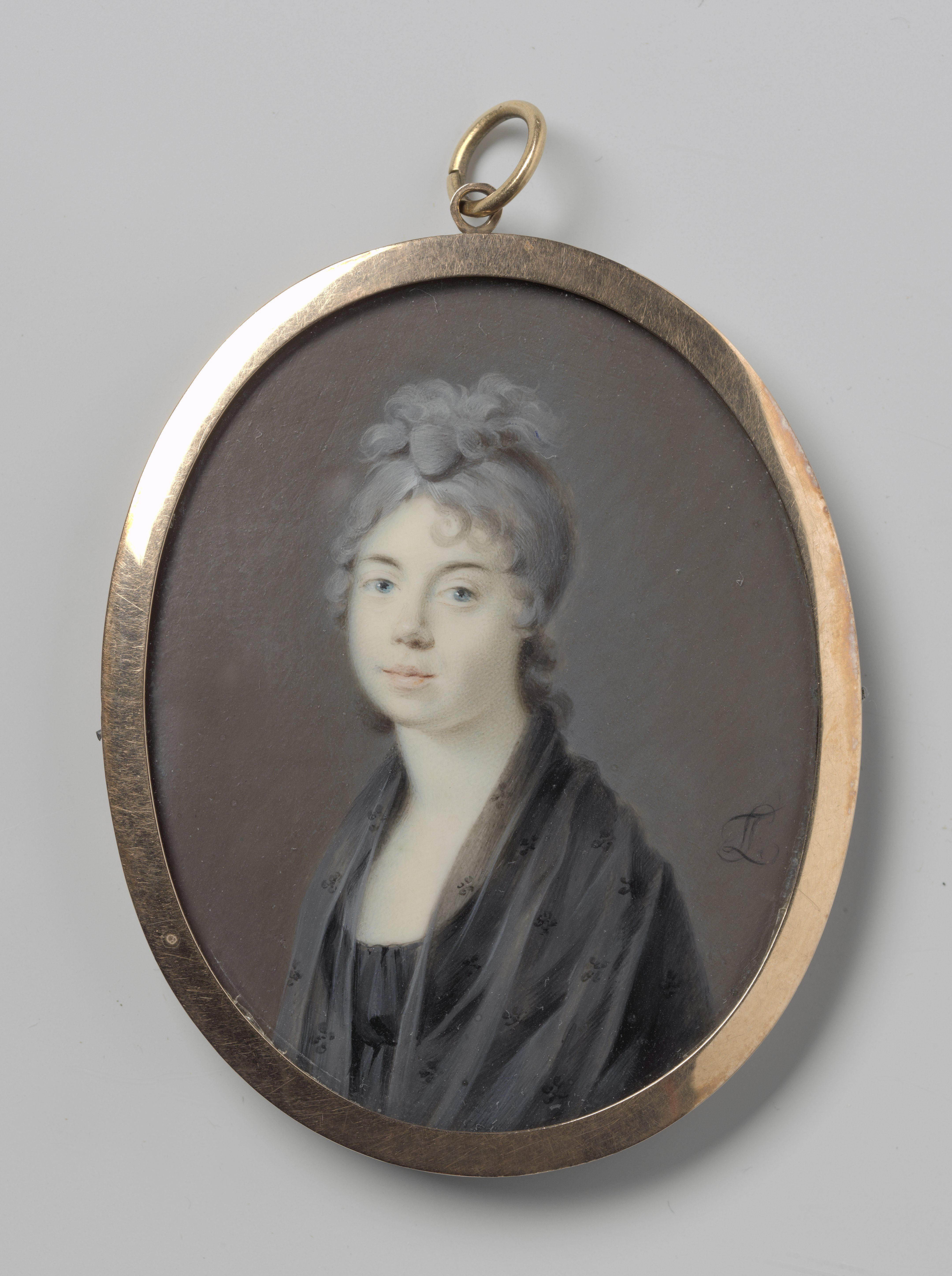
Portret van een vrouw met een zwarte sjaal
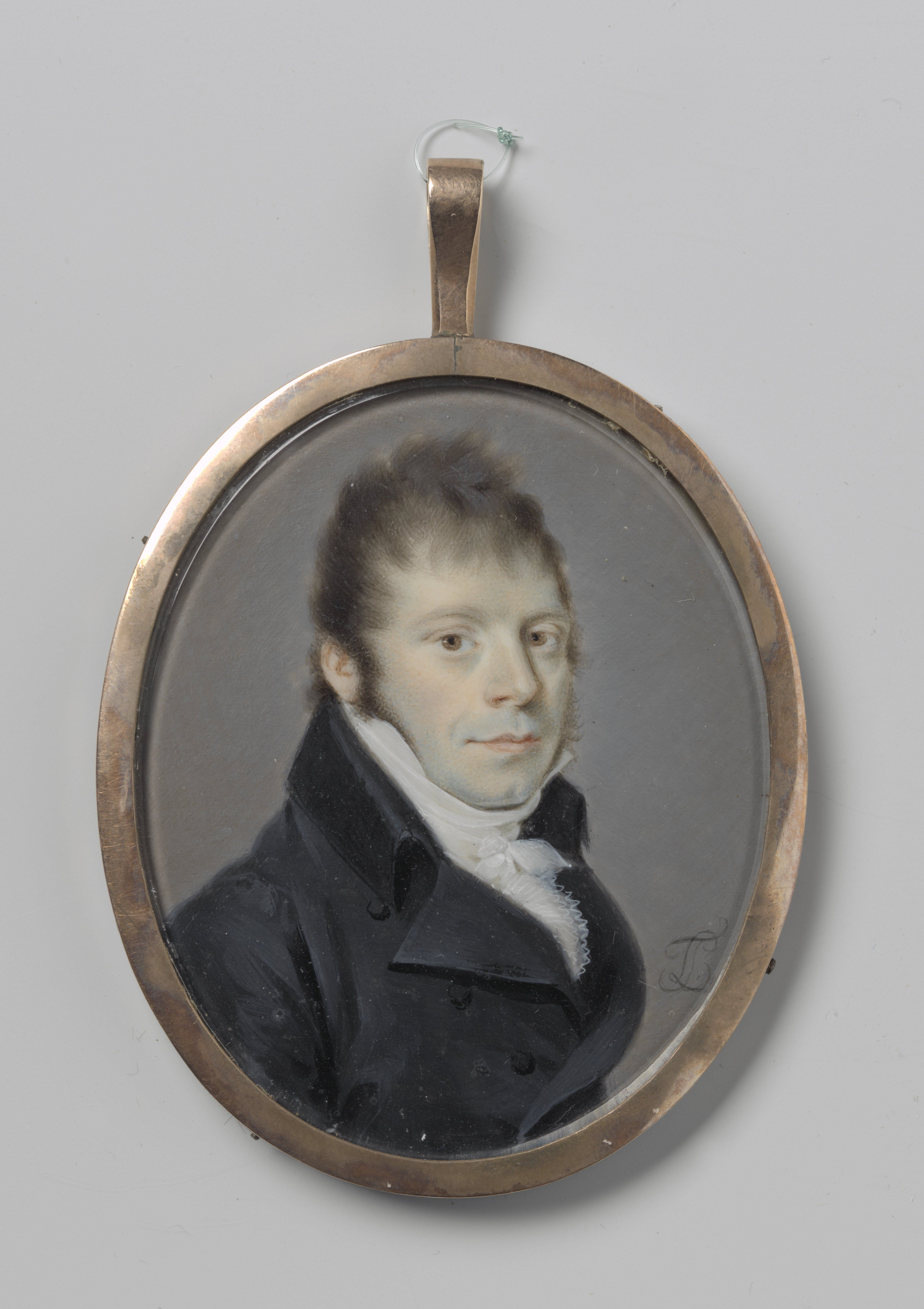
Portret van een man
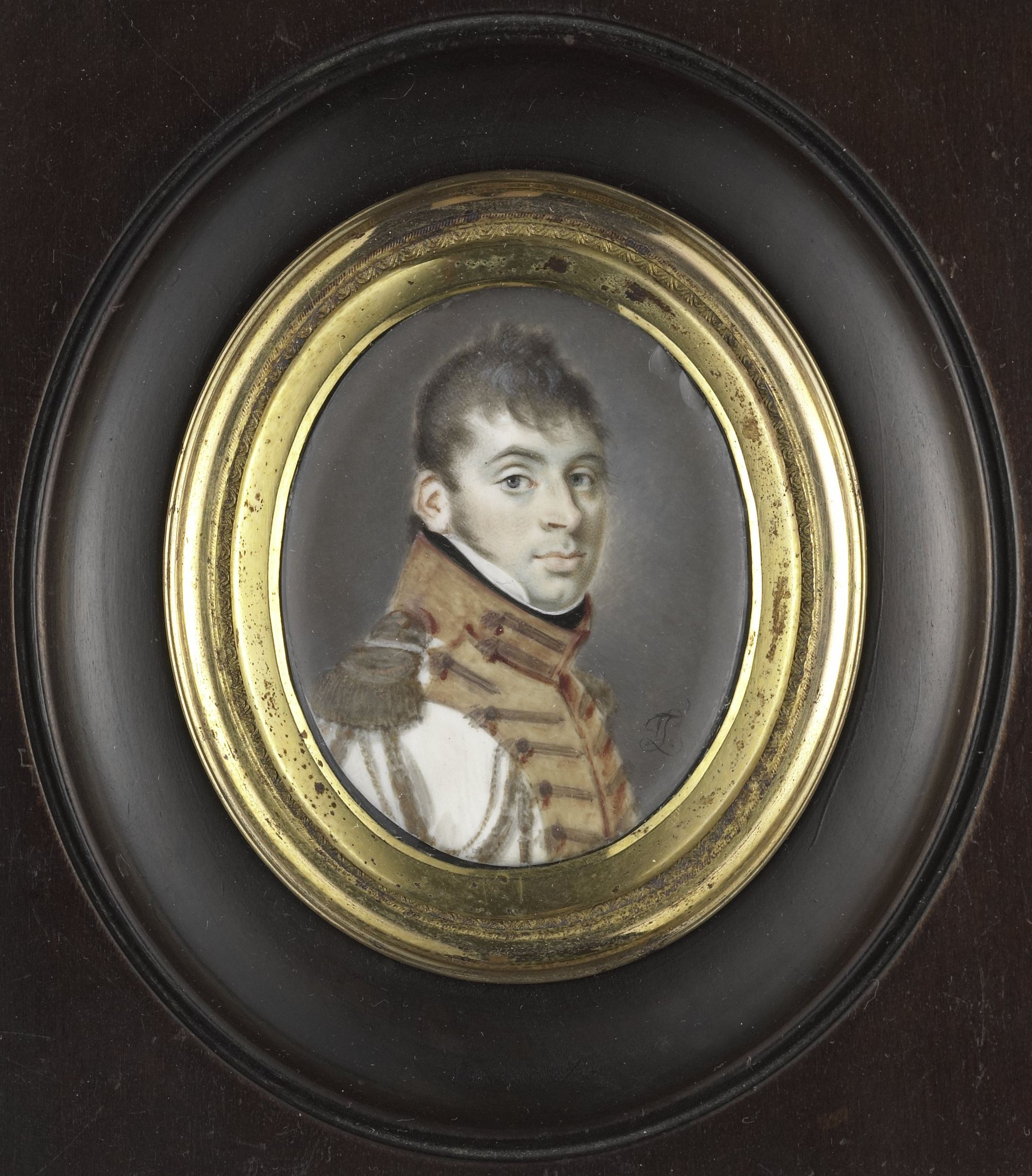
Willem Jacob Verkouteren (1779-1861)

- Biografisch Portaal: 18046620
- International Standard Name Identifier: 0000 0000 6913 1448
- Nederlandse Thesaurus van Auteursnamen: 185210023
- RKD-Nederlands Instituut voor Kunstgeschiedenis: 76758
- Union List of Artist Names: 500009987
- Virtual International Authority File: 95742008
- WorldCat: E39PBJyx9YY3KKkCTqDpG37j4q